# Línea 7 (Tranvía de Amberes)
La línea 7 del Tranvía de Amberes es una línea que une Luchtbal con Olympiade, ambos en la provincia de Amberes, Bélgica.
No toma la sección del premetro.

## Historia
Esta línea pretendía extenderse hasta Boechout. Para ello, las obras empezaron en octubre de 2009. No obstante, dado el tipo de tranvías que circulan en la línea, se optó por extender la línea 15.
Después de esto, se propuso la extensión hasta Kontich. Este proyecto está en estudio.

## Estaciones
|  |   |  | Estación          | Municipio | Correspondencia |  |
|  | - |  | ----------------- | --------- | --------------- |  |
|  | • |  | Gemeenteplein     | Mortsel   |                 |  |
|  | • |  | Vredebaan         | Mortsel   |                 |  |
|  | • |  | Gevaert           | Mortsel   |                 |  |
|  | • |  | Kujipers          | Amberes   |                 |  |
|  | • |  | Fruithoflaan      | Amberes   |                 |  |
|  | • |  | Pulhof            | Amberes   |                 |  |
|  | • |  | Jan Moorkens      | Amberes   |                 |  |
|  | • |  | Koninklijkelaan   | Amberes   |                 |  |
|  | • |  | Sint-Wukkubrordus | Amberes   |                 |  |
|  | • |  | Driekoningen      | Amberes   |                 |  |
|  | • |  | De Merode         | Amberes   |                 |  |
|  | • |  | Harmonie          | Amberes   |                 |  |
|  | • |  | Gounod            | Amberes   |                 |  |
|  | • |  | Van Bree          | Amberes   |                 |  |
|  | • |  | Nationale Bank    | Amberes   |                 |  |
|  | • |  | Mechelseplein     | Amberes   |                 |  |
|  | • |  | Oudaan            | Amberes   |                 |  |
|  | • |  | Meirbrug          | Amberes   |                 |  |
|  | • |  | Keizerstraat      | Amberes   |                 |  |
|  | • |  | Klapdorp          | Amberes   |                 |  |
|  | • |  | Brouwersvliet     | Amberes   |                 |  |
|  | • |  | MAS               | Amberes   |                 |  |

## Futuro
No hay ampliaciones previstas.